# Namibische Hockeynationalmannschaft der Damen
Die namibische Hockeynationalmannschaft der Damen ist die Hockey-Nationalmannschaft Namibias. Sie wurde zusammen mit dem Dachverband, der Namibia Hockey Union, 2001 gegründet.
Erstmals konnte sich die Damenauswahl 2011 für eine WM qualifizieren. 2018 nahmen die Damen aus Namibia zum zweiten Mal an der Hallenhockey-Weltmeisterschaft teil und verpassten nur knapp den Einzug ins Viertelfinale. Kiana-Che Cormack, mit 16 Jahren jüngste Spielerin des Teams, wurde gemeinsam mit Yana Vorushylo (UKR) beste Torschützin. Es folgten Titel als Afrikameister 2017 und 2021 und eine Qualifikation für die WM 2022 in Belgien.
Aktuell (Stand August 2024) rangiert Namibia auf Platz 9 der Welt- und Platz 1 der Afrikarangliste sowie auf Rang 8 in Afrika im Feldhockey und Rang 50 weltweit (Stand August 2024).
Eine der größten Erfolge war ein 3:2-Auftaktsieg gegen Australien bei der Hallenhockey-Weltmeisterschaft 2025.

## Erfolge

### Weltmeisterschaften
- Hallenhockey-Weltmeisterschaft:
  - 2011 in Posen,  Polen: 10. Platz[6]
  - 2018 in Berlin,  Deutschland: 9. Platz
  - 2022 in Liège,  Belgien (Turnier abgesagt): qualifiziert
  - 2023 in Pretoria,  Südafrika: 12. (letzter) Platz
  - 2025,  Kroatien: 6. Platz
- Feldhockey-Weltmeisterschaft: keine Teilnahme
- Hockey5s-Weltmeisterschaft
  - 2024 in Maskat,  Oman: 10. Platz

### Olympische Spiele
- Olympische Spiele: keine Teilnahme

### Commonwealth Games
- Commonwealth Games: keine Teilnahme

### Afrikameisterschaften
- Hockey-Afrikameisterschaft (Halle): 
  - 2017 in Swakopmund,  Namibia: 1. Platz
  - 2021 in Durban,  Südafrika: 1. Platz
  - 2024 in Swakopmund,  Namibia: 2. Platz
- Hockey-Afrikameisterschaft (Feld):
  - 1990 in Harare,  Simbabwe: 2. Platz
  - 1994 in Pretoria,  Südafrika: 3. Platz
  - 2005 in Pretoria,  Südafrika: 3. Platz
  - 2009 in Accra,  Ghana: keine Teilnahme
  - 2013 in Nairobi,  Kenia: keine Teilnahme
  - 2017 in Ismailia,  Ägypten: keine Teilnahme
  - 2022 in Accra,  Ghana: 6. Platz
  - 2025: qualifiziert

### Sonstige Turniere
- Champions Trophy: keine Teilnahme

## Kader
Der angegebene Kader basiert auf der Nominierung für die Hallenhockey-Weltmeisterschaft 2023 in Südafrika.
| Name              | Einsätze |
| ----------------- | -------- |
| Petro Stoffberg   | 50       |
| Azaylee Philander | 21       |
| Sunelle Ludwig    | 27       |
| Caitlin Gillies   | 16       |
| Jivanka Kruger    | 16       |
| Margreth Mengo    | 67       |
| Gillian Hermanus  | 41       |
| Armin van Staden  | 6        |
| Jaime Gillies     | 11       |
| Danja Meyer       | 16       |
| Berencia Diamond  | 14       |
| Kaela Schimming   | 16       |
| Jahntwa Kruger    | 0        |